# Мертл-Бич
Мертл-Бич (англ. Myrtle Beach) — прибрежный курортный город в округе Орри (Южная Каролина, США). Город фактически является центром агломерации Мертл-Бич и Гранд-Странд — комплекса небольших прибрежных городов и островов, растянувшихся от города Литл-Ривер до Джорджтауна. На 2017 год город занимал 13-ю строчку в списке самых населённых городов штата.

## История
До прибытия европейцев территория Лонг-Бей была заселена индейцами племени уаккамоу. Первые европейские поселенцы прибыли сюда в XVIII веке, намереваясь расширить территорию плантаций в сторону океана. Однако они не получили ожидаемых результатов и производили табак и индиго в незначительных количествах, так как почвы были песчаными, из-за чего урожай выращиваемых культур получался низкого качества.

## Население
Население составляют преимущественно белые. Вторые по численности — латиноамериканцы, составляющие менее 5 % населения.

## Достопримечательности
В Мертл-Бич расположено много туристических достопримечательностей, среди которых особенно значимым являются парки развлечений Family Kingdom Amusement Park, «Фристайл Мьюзик Парк» и «Бродвей на пляже» (Broadway at the Beach). Парк водных аттракционов «Мертл-Уэйвс» (Myrtle Waves) является одним из крупнейших на восточном побережье США. В Мертл-Бич находится примерно 40 небольших площадок для гольфа.

## Галерея

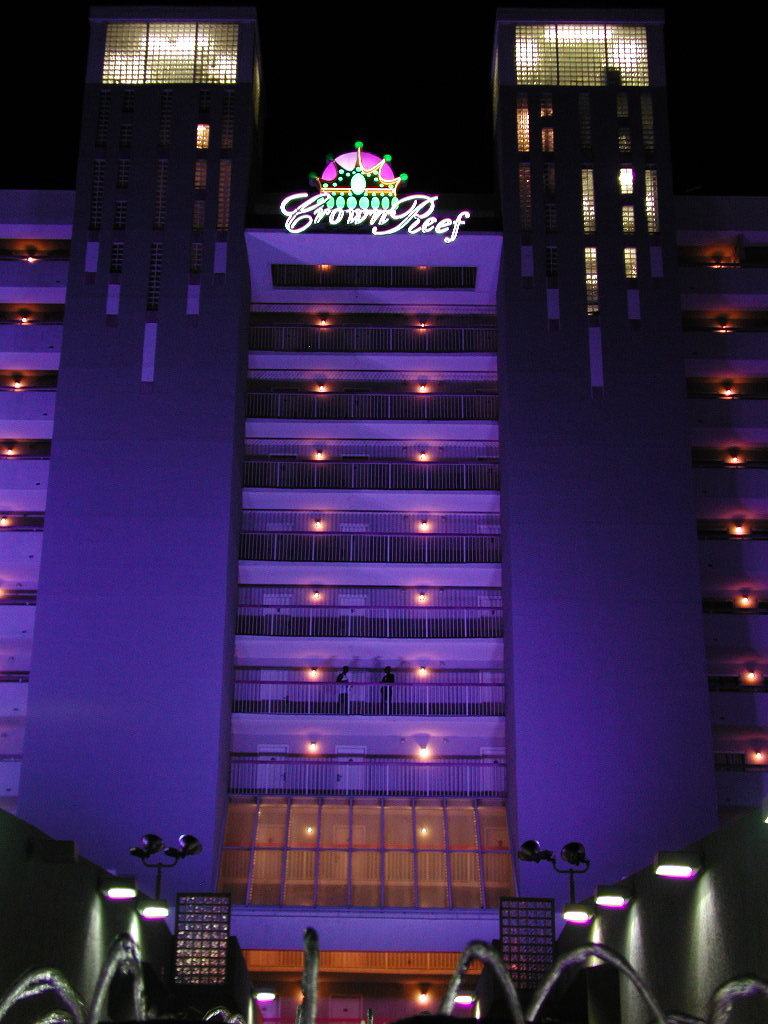
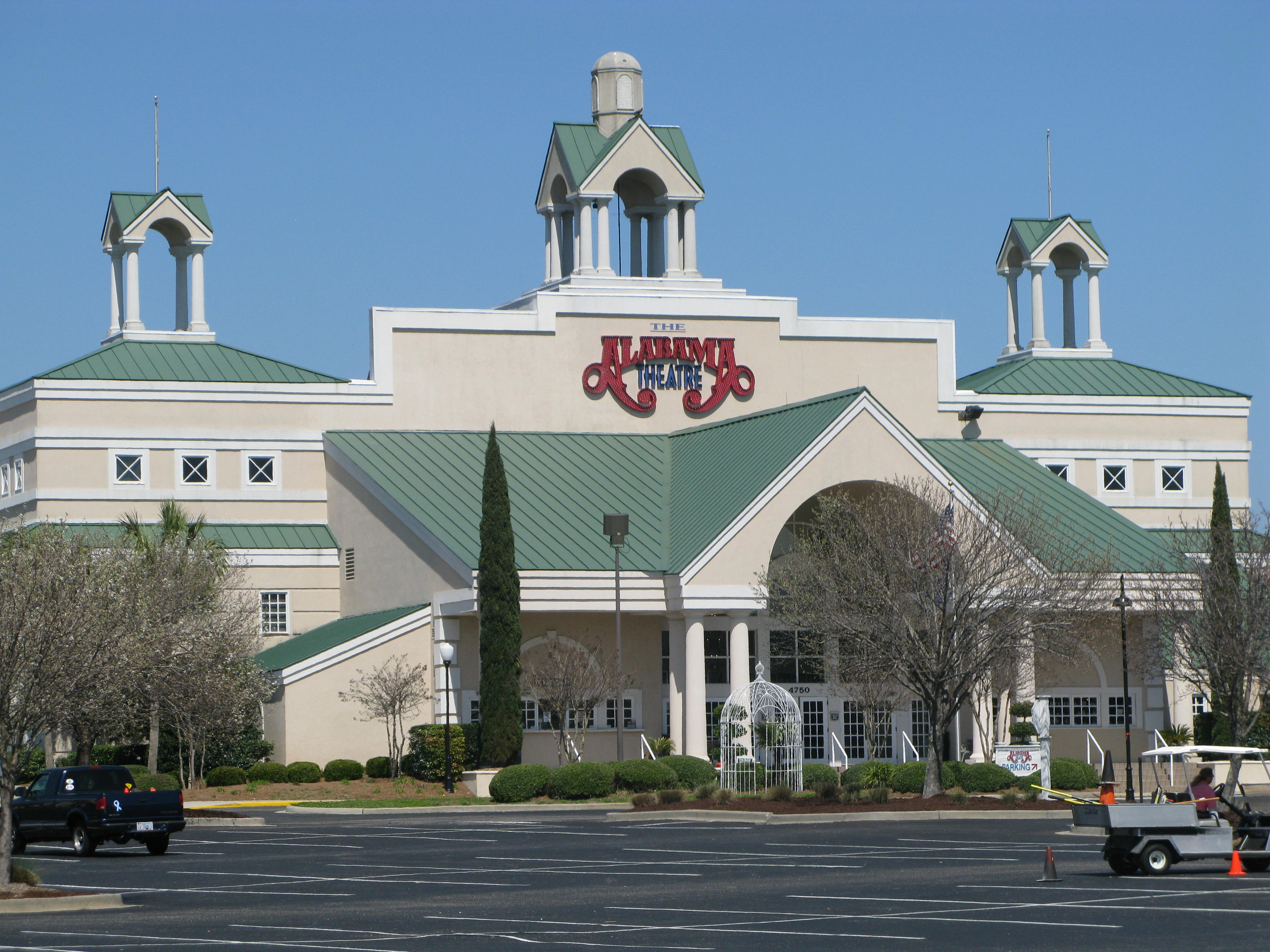
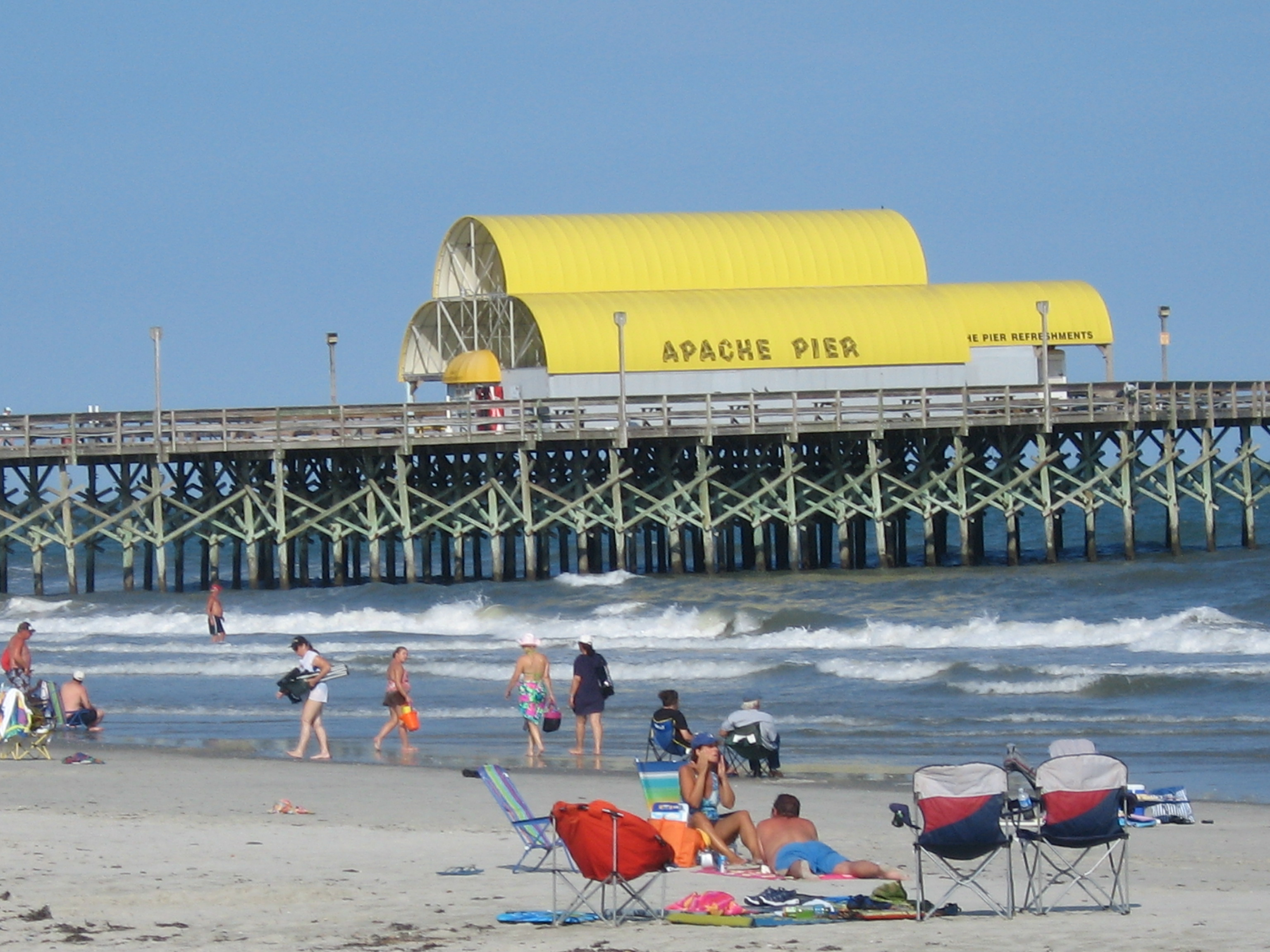
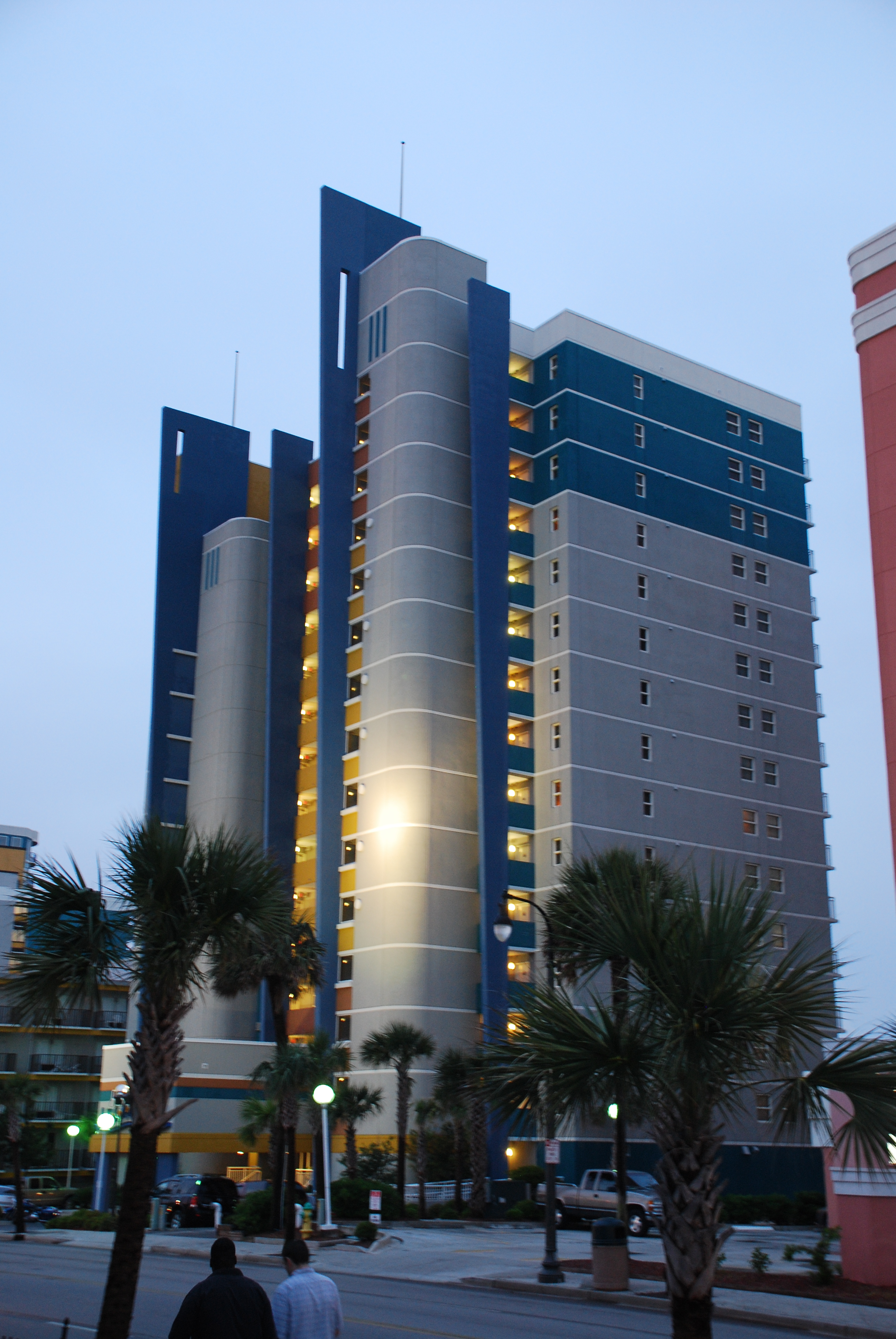